# Bisdom Mogi das Cruzes
Het bisdom Mogi das Cruzes (Latijn: Dioecesis Crucismogiensis) is een rooms-katholiek bisdom met als zetel Mogi das Cruzes, in Brazilië. Het bisdom is suffragaan aan het aartsbisdom São Paulo.

## Geschiedenis
Het bisdom werd opgericht op 9 juni 1962, uit delen van het bisdom Taubaté en het aartsbisdom São Paulo. 

## Parochies
Het bisdom had in 2021 een oppervlakte van 2.521 km2 en telde 1.670.651 inwoners waarvan 60,0% rooms-katholiek was.

## Bisschoppen
- Paulo Rolim Loureiro (4 augustus 1962 - 2 augustus 1975)
- Emílio Pignoli (29 april 1976 - 15 maart 1989)
- Paulo Antonino Mascarenhas Roxo (18 november 1989 - 4 augustus 2004)
- Airton José dos Santos (4 augustus 2004 - 15 februari 2012)
- Pedro Luiz Stringhini (19 september 2012 - heden)

São Paulo (aartsbisdom) · Campo Limpo · Guarulhos · Mogi das Cruzes · Nossa Senhora do Líbano em São Paulo (maronieten) · Nossa Senhora do Paraíso em São Paulo (melkieten) · Osasco · Santo Amaro · Santo André · Santos · São Miguel Paulista